# Фидеркевич, Альфред
Альфред Фидеркевич (пол. Alfred Fiderkiewicz; 2 августа 1886 в Городенка на Украине — 8 июня 1972 в Варшаве) — активист рабочего движения. Депутат Сейма I созыва (1922—1927). Президент Кракова в 1945.
В 1904—1910 был рабочим в США, в 1910—1914 учился в Бостонском университете, в 1914—1922 был хирургом в больнице. Активно участвовал в социалистическом движении и профсоюзной деятельности.
После возвращения в Польшу в 1922 был избран в Сейм от округа Калиш в качестве представителя Польской крестьянской партии «Освобождение». С 1924 участвовал в деятельности Независимой крестьянской партии, в 1924—1927 — председатель её совета. В 1925, одновременно, стал членом Коммунистической партии Польши. В январе 1926 в составе делегации Сейма посетил СССР, где, в частности, был принят председателем ВСНХ Феликсом Дзержинским. В 1926 — кандидат на пост президента республики от коммунистов и Независимой крестьянской партии. В 1928 на короткое время арестован польскими властями, выехал в Данциг, а затем в СССР. После возвращения в Польшу занимался медицинской практикой в Милянувке (до 1943). В конце 1930-х участвовал в леволиберальном оппозиционном движении, был членом Демократического клуба в Варшаве, а затем Демократической партии.
Во время немецкой оккупации в 1941 был одним из основателей организации «Пролетарий» в Варшаве, в 1942 вступил в Польскую рабочую партию (ППР, объединившую польских коммунистов). В 1943—1945 находился в заключении в Освенциме, участвовал в подпольной деятельности. В лагере сблизился с пленным советским генералом Дмитрием Карбышевым, о знакомстве с которым оставил воспоминания.
После освобождения был президентом Кракова (с 5 февраля по 14 июня 1945). В 1945—1949 находился на дипломатической службе — поверенный в делах в Лондоне (публично назвал генерала Владислава Андерса и его армию фашистами, что оттолкнуло польскую диаспору в Великобритании от новых польских властей), посланник в Монреале и Будапеште. С 1948 — член Польской объединенной рабочей партии. Возглавлял профсоюз медицинских работников, был директором Главной комиссии по расследованию нацистских преступлений в Польше. Автор нескольких книг (в основном, мемуаров), в том числе «Хорошие времена», «Краков-Варшава-Лондон», «Бжезинка-Биркенау» (1965).